# Rot-Weiss Essen 2021-2022
Questa voce raccoglie le informazioni riguardanti il Rot-Weiss Essen nelle competizioni ufficiali della stagione 2021-2022.

## Stagione
Nella stagione 2021-2022 il Rot Weiss Essen, allenato da Christian Neidhart e Jörn Nowak, concluse il campionato di Regionalliga ovest al 1º posto e fu promosso in 3. Liga. In Coppa Bassa Renania il Rot Weiss Essen fu eliminato in semifinale dal Wuppertal.

## Rosa
| N. |                                 | Ruolo | Calciatore         |
| -- | ------------------------------- | ----- | ------------------ |
| 1  | Iran (bandiera)                 | P     | Daniel Davari      |
| 3  | Germania (bandiera)             | D     | Felix Herzenbruch  |
| 4  | Germania (bandiera)             | D     | Felix Bastians     |
| 5  | Germania (bandiera)             | D     | Yannick Langesberg |
| 7  | Germania (bandiera)             | C     | Luca Dürholtz      |
| 8  | Germania (bandiera)             | C     | Cedric Harenbrock  |
| 9  | Germania (bandiera)             | A     | Timur Kesim        |
| 10 | Germania (bandiera)             | A     | Kevin Holzweiler   |
| 11 | Germania (bandiera)             | A     | Simon Engelmann    |
| 13 | Bosnia ed Erzegovina (bandiera) | A     | Zlatko Janjić      |
| 14 | Germania (bandiera)             | D     | Daniel Heber       |
| 15 | Germania (bandiera)             | D     | Ben Heuser         |
| 16 | Germania (bandiera)             | D     | Mustafa Kourouma   |
| 17 | Kosovo (bandiera)               | C     | Erolind Krasniqi   |
| 18 | Germania (bandiera)             | C     | Nils Kaiser        |
| 19 | Germania (bandiera)             | D     | Michel Niemeyer    |

| N. |                        | Ruolo | Calciatore               |
| -- | ---------------------- | ----- | ------------------------ |
| 20 | Germania (bandiera)    | C     | Marius Kleinsorge        |
| 21 | Germania (bandiera)    | D     | Sandro Plechaty          |
| 22 | Germania (bandiera)    | P     | Jakob Golz               |
| 23 | Germania (bandiera)    | D     | José-Enrique Ríos-Alonso |
| 24 | Germania (bandiera)    | C     | Guiliano Zimmerling      |
| 25 | Germania (bandiera)    | P     | Raphael Koczor           |
| 27 | Germania (bandiera)    | D     | Sascha Voelcke           |
| 30 | Stati Uniti (bandiera) | A     | Isaiah Young             |
| 31 | Germania (bandiera)    | C     | Niklas Tarnat            |
| 32 | Germania (bandiera)    | C     | Thomas Eisfeld           |
| 33 | Germania (bandiera)    | D     | Nico Haiduk              |
| 34 | Germania (bandiera)    | D     | David Sauerland          |
| 37 | Germania (bandiera)    | D     | Fabian Rüth              |
| 38 | Germania (bandiera)    | A     | Oğuzhan Kefkir           |
| 51 | Germania (bandiera)    | A     | Oguzcan Büyükarslan      |

## Organigramma societario
Area tecnica
- Allenatore: Jörn Nowak
- Allenatore in seconda: Fabio Audia, Lars Fleischer, Vincent Wagner, Carsten Wolters
- Preparatore dei portieri: Manuel Lenz
- Preparatori atletici:
- Analisi video: Fabio Audia

## Calciomercato

### Sessione estiva
| Acquisti | Acquisti                 | Acquisti            | Acquisti |
| R.       | Nome                     | da                  | Modalità |
| -------- | ------------------------ | ------------------- | -------- |
| D        | Felix Bastians           | Sconosciuta         |          |
| C        | Luca Dürholtz            | Elversberg          |          |
| C        | Sören Eismann            | Steinbach           |          |
| A        | Felix Heim               | TSG Balingen        |          |
| A        | Kevin Holzweiler         | Viktoria Colonia    |          |
| A        | Zlatko Janjić            | Verl                |          |
| C        | Nils Kaiser              | Rot-Weiss Essen U19 |          |
| P        | Raphael Koczor           | Steinbach           |          |
| C        | Erolind Krasniqi         | BFC Dynamo          |          |
| D        | Yannick Langesberg       | Verl                |          |
| D        | Michel Niemeyer          | Wehen Wiesbaden     |          |
| D        | José-Enrique Ríos-Alonso | Stoccarda II        |          |
| D        | Sascha Voelcke           | St. Pauli U19       |          |

| Cessioni | Cessioni             | Cessioni                | Cessioni |
| R.       | Nome                 | a                       | Modalità |
| -------- | -------------------- | ----------------------- | -------- |
| C        | Sören Eismann        | Steinbach               |          |
| C        | Felix Schlüsselburg  | Lippstadt 08            |          |
| C        | Felix Backszat       | Wuppertal               |          |
| D        | Jonas Behounek       | Eintracht Norderstedt   |          |
| P        | Leon Brüggemeier     | Paderborn II            |          |
| C        | Amara Condé          | Magdeburgo              |          |
| A        | Jan-Lucas Dorow      | RW Oberhausen           |          |
| A        | Joshua Endres        | Aubstadt                |          |
| P        | Luca Fenzl           | Germania Ratingen 04/19 |          |
| D        | Kevin Grund          | Bocholt                 |          |
| D        | Alexander Hahn       | Viktoria Berlino        |          |
| C        | Jonas Hildebrandt    | Energie Cottbus         |          |
| A        | Steven Lewerenz      | Sonnenhof G.            |          |
| C        | Jan Neuwirt          | U.S.I. Lupo-Martini     |          |
| A        | Marcel Platzek       | Bocholt                 |          |
| A        | Maximilian Pronichev | Energie Cottbus         |          |
| D        | Felix Weber          | Bayreuth                |          |

### Sessione invernale
| Acquisti | Acquisti          | Acquisti       | Acquisti |
| R.       | Nome              | da             | Modalità |
| -------- | ----------------- | -------------- | -------- |
| D        | Fabian Rüth       | Hoffenheim     |          |
| C        | Marius Kleinsorge | Kaiserslautern |          |

| Cessioni | Cessioni   | Cessioni        | Cessioni |
| R.       | Nome       | a               | Modalità |
| -------- | ---------- | --------------- | -------- |
| A        | Felix Heim | FSV Francoforte |          |

## Risultati

### Regionalliga ovest

#### Girone di andata
| Arbitro: | Schäfer |

|  |           |                                    |
|  | Marcatori | 29’ Engelmann 63’ Young 73’ Janjić |

| Arbitro: | Jäger |

|              |           |                                 |
| Plechaty 60’ | Marcatori | 47’, 56’, 72’ Kader 89’ Mehlich |

| Arbitro: | Ulankiewicz |

|  |           |              |
|  | Marcatori | 35’ Plechaty |

| Arbitro: | Goldmann |

|                               |           |             |
| Heber 59’ Dürholtz 88’ (rig.) | Marcatori | 45’ Marquet |

| Arbitro: | Bramkamp |

|                             |           |                                       |
| Köther 7’ Lobinger 12’, 18’ | Marcatori | 38’ Engelmann 72’ Janjić 75’ Krasniqi |

| Arbitro: | Dardenne |

|                                           |           |  |
| Dürholtz 25’ Ríos-Alonso 79’ Krasniqi 82’ | Marcatori |  |

| Arbitro: | Gansloweit |

|                 |           |                                        |
| Deters 19’, 29’ | Marcatori | 50’ Holzweiler 64’ Young 87’ Engelmann |

| Arbitro: | Weller |

|           |           |  |
| Grote 33’ | Marcatori |  |

| Arbitro: | Dardenne |

|             |           |                              |
| Maiella 67’ | Marcatori | 39’ Ríos-Alonso 75’ Plechaty |

| Arbitro: | Domnick |

|            |           |            |
| Kefkir 13’ | Marcatori | 75’ Kreyer |

| Arbitro: | Goldmann |

|  |           | |
|  | Marcatori | 10’, 62’, 86’ Kefkir 16’, 43’, 57’ Engelmann 46’ Harenbrock 68’ Bastians 72’ Plechaty 74’ Krasniqi 90’ (rig.) Janjić |

| Essen 16 ottobre 2021, ore 14:00 CEST 12ª giornata | Rot-Weiss Essen | 0 – 0 referto | Wiedenbrück | Stadion Essen (9 000 spett.)\| Arbitro: \| Scheper \| |
| Arbitro:                                           | Scheper         |               |             |                                                       |

| Arbitro: | Koj |

|             |           |               |
| Castrop 72’ | Marcatori | 18’ Engelmann |

| Arbitro: | Schäfer |

|                           |           |             |
| Janjić 7’ Herzenbruch 90’ | Marcatori | 44’ Dahmani |

| Arbitro: | Exner |

|                   |           |                   |
| Lieder 45’ (rig.) | Marcatori | 23’, 28’ Krasniqi |

| Arbitro: | Marx |

|                              |           |             |
| Engelmann 35’, 38’ Young 51’ | Marcatori | 68’ Euschen |

| Arbitro: | Exuzidis |

|            |           |           |
| Weggen 19’ | Marcatori | 64’ Young |

| Arbitro: | Maibaum |

|                |           |  |
| Harenbrock 73’ | Marcatori |  |

| Arbitro: | Exuzidis |

|                          |           |  |
| Twardzik 64’ Kahlert 79’ | Marcatori |  |

#### Girone di ritorno
| Arbitro: | Engelmann |

|                                                               |           |              |
| Engelmann 39’, 81’, 86’ Janjić 51’ Harenbrock 64’ Voelcke 83’ | Marcatori | 70’ Takahara |

| Arbitro: | Visse |

|  |           |               |
|  | Marcatori | 45’ Engelmann |

| Arbitro: | Holz |

|                       |           |            |
| Young 6’ Bastians 11’ | Marcatori | 44’ Königs |

| Arbitro: | Koj |

|                                         |           |                                        |
| Marquet 26’ (rig.) Najar 76’ Lanius 84’ | Marcatori | 13’ Engelmann 29’ Young 82’ Kleinsorge |

| Arbitro: | Dardenne |

|                                                    |           |              |
| Bastians 35’ Herzenbruch 73’ Young 88’ Eisfeld 90’ | Marcatori | 63’ Mansfeld |

| Arbitro: | Marx |

|  |           |                    |
|  | Marcatori | 88’ (aut.) Meißner |

| Arbitro: | Scheper |

|                    |           |             |
| Eisfeld 45’ (rig.) | Marcatori | 73’ Wegkamp |

| Arbitro: | Benkhoff |

|             |           |                          |
| Scienza 16’ | Marcatori | 36’ Eisfeld 67’ Dürholtz |

| Arbitro: | Tietze |

|                                                           |           |  |
| Engelmann 22’ Reck 41’ (aut.) Eisfeld 58’ Herzenbruch 90’ | Marcatori |  |

| Arbitro: | Bramkamp |

|               |           |               |
| Fassnacht 40’ | Marcatori | 54’ Engelmann |

| Arbitro: | Engelmann |

|                         |           |  |
| Engelmann 23’, 42’, 61’ | Marcatori |  |

| Arbitro: | Tietze |

|  |           |               |
|  | Marcatori | 73’ Engelmann |

| Arbitro: | Jäger |

|                              |           |  |
| Engelmann 85’ Kleinsorge 90’ | Marcatori |  |

| Arbitro: | Gansloweit |

|               |           |                |
| Damaschek 53’ | Marcatori | 20’ Harenbrock |

| Arbitro: | Habibi |

|                |           |             |
| Kleinsorge 36’ | Marcatori | 86’ Wentzel |

| Arbitro: | Weller |

|  |           |                                   |
|  | Marcatori | 2’ Kleinsorge 19’ Young 45’ Heber |

| Arbitro: | Schuh |

|                                         |           |          |
| Herzenbruch 28’ Young 32’ Engelmann 84’ | Marcatori | 50’ Fehr |

| Arbitro: | Marx |

|  |           |                                    |
|  | Marcatori | 13’ Kefkir 27’ Engelmann 57’ Young |

| Arbitro: | Dardenne |

|                              |           |  |
| Harenbrock 29’ Engelmann 60’ | Marcatori |  |

### Coppa Bassa Renania
| Arbitro: | Wollenweber |

|  |           |                                                                      |
|  | Marcatori | 30’ Holzweiler 33’ Kefkir 45’, 57’ Janjić 69’ Krasniqi 76’ Engelmann |

| Arbitro: | Menden |

|  |           |                                                                         |
|  | Marcatori | 34’ Zimmerling 37’, 39’ Janjić 51’ Heim 62’, 88’ Büyükarslan 84’ Kefkir |

| Arbitro: | Güzel |

|                                                                                   |           |  |
| Engelmann 22’, 49’ Langesberg 38’ Kourouma 54’ Harenbrock 57’ Heim 68’ Kaiser 86’ | Marcatori |  |

| Arbitro: | Domnick |

|                 |           | |
| Smoljanović 67’ | Marcatori | 4’ Rüth 11’ Sauerland 19’, 80’ Krasniqi 22’ (rig.) Harenbrock 38’ Kleinsorge 42’ (aut.) Buschen 70’ Zimmerling 90’ Kourouma |

| Arbitro: | Wollenweber |

|                                             |           |  |
| Harenbrock 12’ Kleinsorge 46’ Sauerland 66’ | Marcatori |  |

| Arbitro: | Domnick |

|                                      |           |                |
| Prokoph 17’, 68’ Pires-Rodrigues 22’ | Marcatori | 36’ Kleinsorge |

## Statistiche

### Statistiche di squadra
| Competizione        | Punti | In casa | In casa | In casa | In casa | In casa | In casa | In trasferta | In trasferta | In trasferta | In trasferta | In trasferta | In trasferta | Totale | Totale | Totale | Totale | Totale | Totale | DR  |
| Competizione        | Punti | G       | V       | N       | P       | Gf      | Gs      | G            | V            | N            | P            | Gf           | Gs           | G      | V      | N      | P      | Gf     | Gs     | DR  |
| ------------------- | ----- | ------- | ------- | ------- | ------- | ------- | ------- | ------------ | ------------ | ------------ | ------------ | ------------ | ------------ | ------ | ------ | ------ | ------ | ------ | ------ | --- |
| Regionalliga        | 87    | 19      | 14      | 3       | 2       | 41      | 15      | 19           | 12           | 6            | 1            | 43           | 17           | 38     | 26     | 9      | 3      | 84     | 32     | +52 |
| Coppa Bassa Renania | -     | 2       | 2       | 0       | 0       | 10      | 0       | 4            | 3            | 0            | 1            | 23           | 4            | 6      | 5      | 0      | 1      | 33     | 4      | +29 |
| Totale              | 87    | 21      | 16      | 3       | 2       | 51      | 15      | 23           | 15           | 6            | 2            | 66           | 21           | 44     | 31     | 9      | 4      | 117    | 36     | +81 |

### Andamento in campionato
| Giornata  | 1 | 2  | 3 | 4 | 5 | 6 | 7 | 8 | 9 | 10 | 11 | 12 | 13 | 14 | 15 | 16 | 17 | 18 | 19 | 20 | 21 | 22 | 23 | 24 | 25 | 26 | 27 | 28 | 29 | 30 | 31 | 32 | 33 | 34 | 35 | 36 | 37 | 38 |
| --------- | - | -- | - | - | - | - | - | - | - | -- | -- | -- | -- | -- | -- | -- | -- | -- | -- | -- | -- | -- | -- | -- | -- | -- | -- | -- | -- | -- | -- | -- | -- | -- | -- | -- | -- | -- |
| Luogo     | T | C  | T | C | T | C | T | C | T | C  | T  | C  | T  | C  | T  | C  | T  | C  | T  | C  | T  | C  | T  | C  | T  | C  | T  | C  | T  | C  | T  | C  | T  | C  | T  | C  | T  | C  |
| Risultato | V | P  | V | V | N | V | V | V | V | N  | V  | N  | N  | V  | V  | V  | N  | V  | P  | V  | V  | V  | N  | V  | V  | P  | V  | V  | N  | V  | V  | V  | N  | N  | V  | V  | V  | V  |
| Posizione | 2 | 10 | 7 | 7 | 7 | 4 | 2 | 3 | 2 | 2  | 1  | 1  | 1  | 1  | 1  | 1  | 1  | 1  | 3  | 2  | 2  | 2  | 2  | 2  | 2  | 2  | 2  | 1  | 1  | 1  | 1  | 1  | 2  | 2  | 2  | 2  | 1  | 1  |

Legenda:

Luogo: C = Casa; T = Trasferta. Risultato: V = Vittoria; N = Pareggio; P = Sconfitta.

### Statistiche dei giocatori
| Giocatore        | Coppa Bassa Renania | Coppa Bassa Renania | Coppa Bassa Renania | Coppa Bassa Renania | Regionalliga | Regionalliga | Regionalliga | Regionalliga | Totale   | Totale | Totale      | Totale     |
| Giocatore        | Presenze            | Reti                | Ammonizioni         | Espulsioni          | Presenze     | Reti         | Ammonizioni  | Espulsioni   | Presenze | Reti   | Ammonizioni | Espulsioni |
| ---------------- | ------------------- | ------------------- | ------------------- | ------------------- | ------------ | ------------ | ------------ | ------------ | -------- | ------ | ----------- | ---------- |
| F. Bastians      | 1                   | 0                   | 0                   | 0                   | 27           | 3            | 3            | 0            | 28       | 3      | 3           | 0          |
| O. Büyükarslan   | 4                   | 2                   | 0                   | 0                   | 0            | 0            | 0            | 0            | 4        | 2      | 0           | 0          |
| D. Davari        | 0                   | 0                   | 0                   | 0                   | 28           | 0            | 1            | 0            | 28       | 0      | 1           | 0          |
| L. Dürholtz      | 4                   | 0                   | 0                   | 0                   | 34           | 3            | 4            | 1            | 38       | 3      | 4           | 1          |
| T. Eisfeld       | 1                   | 0                   | 0                   | 0                   | 14           | 4            | 2            | 0            | 15       | 4      | 2           | 0          |
| S. Eismann       | 0                   | 0                   | 0                   | 0                   | 3            | 0            | 0            | 0            | 3        | 0      | 0           | 0          |
| S. Engelmann     | 3                   | 3                   | 0                   | 0                   | 37           | 24           | 4            | 0            | 40       | 27     | 4           | 0          |
| J. Golz          | 6                   | 0                   | 0                   | 0                   | 9            | 0            | 0            | 0            | 15       | 0      | 0           | 0          |
| D. Grote         | 0                   | 0                   | 0                   | 0                   | 18           | 1            | 4            | 0            | 18       | 1      | 4           | 0          |
| N. Haiduk        | 1                   | 0                   | 0                   | 0                   | 3            | 0            | 0            | 0            | 4        | 0      | 0           | 0          |
| C. Harenbrock    | 6                   | 3                   | 0                   | 0                   | 34           | 5            | 0            | 0            | 40       | 8      | 0           | 0          |
| D. Heber         | 2                   | 0                   | 0                   | 0                   | 26           | 2            | 1            | 1            | 28       | 2      | 1           | 1          |
| F. Heim          | 3                   | 2                   | 0                   | 0                   | 10           | 0            | 0            | 0            | 13       | 2      | 0           | 0          |
| F. Herzenbruch   | 5                   | 0                   | 0                   | 0                   | 36           | 4            | 5            | 0            | 41       | 4      | 5           | 0          |
| B. Heuser        | 1                   | 0                   | 0                   | 0                   | 0            | 0            | 0            | 0            | 1        | 0      | 0           | 0          |
| K. Holzweiler    | 2                   | 1                   | 0                   | 0                   | 8            | 1            | 1            | 0            | 10       | 2      | 1           | 0          |
| Z. Janjić        | 4                   | 4                   | 0                   | 0                   | 34           | 5            | 1            | 0            | 38       | 9      | 1           | 0          |
| N. Kaiser        | 4                   | 1                   | 0                   | 0                   | 2            | 0            | 0            | 0            | 6        | 1      | 0           | 0          |
| O. Kefkir        | 5                   | 2                   | 0                   | 0                   | 27           | 5            | 1            | 0            | 32       | 7      | 1           | 0          |
| T. Kesim         | 1                   | 0                   | 0                   | 0                   | 2            | 0            | 0            | 0            | 3        | 0      | 0           | 0          |
| M. Kleinsorge    | 3                   | 3                   | 0                   | 0                   | 14           | 4            | 1            | 0            | 17       | 7      | 1           | 0          |
| R. Koczor        | 0                   | 0                   | 0                   | 0                   | 0            | 0            | 0            | 0            | 0        | 0      | 0           | 0          |
| M. Kourouma      | 5                   | 2                   | 0                   | 0                   | 1            | 0            | 0            | 0            | 6        | 2      | 0           | 0          |
| E. Krasniqi      | 4                   | 3                   | 0                   | 0                   | 25           | 5            | 5            | 1            | 29       | 8      | 5           | 1          |
| Y. Langesberg    | 5                   | 1                   | 0                   | 0                   | 11           | 0            | 1            | 0            | 16       | 1      | 1           | 0          |
| M. Niemeyer      | 0                   | 0                   | 0                   | 0                   | 0            | 0            | 0            | 0            | 0        | 0      | 0           | 0          |
| S. Plechaty      | 1                   | 0                   | 0                   | 0                   | 36           | 4            | 8            | 0            | 37       | 4      | 8           | 0          |
| J. Ríos-Alonso   | 2                   | 0                   | 0                   | 0                   | 28           | 2            | 6            | 0            | 30       | 2      | 6           | 0          |
| F. Rüth          | 2                   | 1                   | 1                   | 0                   | 3            | 0            | 0            | 0            | 5        | 1      | 1           | 0          |
| D. Sauerland     | 3                   | 2                   | 0                   | 0                   | 5            | 0            | 1            | 0            | 8        | 2      | 1           | 0          |
| F. Schlüsselburg | 0                   | 0                   | 0                   | 0                   | 0            | 0            | 0            | 0            | 0        | 0      | 0           | 0          |
| N. Tarnat        | 2                   | 0                   | 0                   | 0                   | 26           | 0            | 4            | 0            | 28       | 0      | 4           | 0          |
| S. Voelcke       | 3                   | 0                   | 0                   | 0                   | 11           | 1            | 0            | 0            | 14       | 1      | 0           | 0          |
| I. Young         | 1                   | 0                   | 0                   | 0                   | 37           | 10           | 2            | 0            | 38       | 10     | 2           | 0          |
| G. Zimmerling    | 5                   | 2                   | 0                   | 0                   | 0            | 0            | 0            | 0            | 5        | 2      | 0           | 0          |